# Anjali Jay
Anjali Jay (ಅಂಜಲಿ ಜಯದೇವ್; Bangalore, 9 agosto 1975) è un'attrice, scrittrice e ballerina indiana.

## Biografia
Ha iniziato con la danza classica indiana e moderna prima di passare alla recitazione. Ha infatti cominciato con il teatro prendendo parte alla "Royal Shakespeare Company" con diversi spettacoli per poi passare al cinema e alla televisione, con diversi ruoli, tra cui Shepseheret (la madre di Ahkmenrah) in Notte al museo - Il segreto del faraone.

## Filmografia

### Cinema
- Appuntamento al buio (Blind Dating), regia di James Keach (2006)
- Notte al museo - Il segreto del faraone (Night at the Museum: Secret of the Tomb), regia di Shawn Levy (2014)
- Adaline - L'eterna giovinezza (The Age of Adaline), regia di Lee Toland Krieger (2015)
- The 9th Life of Louis Drax, regia di Alexandre Aja (2016)
- Power Rangers, regia di Dean Israelite (2017)
- The Boy - La maledizione di Brahms (Brahms: The Boy II), regia di William Brent Bell (2020)

### Televisione
- The Inspector Lynley Mysteries – serie TV, episodio 2x04 (2003)
- Doctors – soap opera, puntata 6x139 (2005)
- Robin Hood – serie TV, 22 episodi (2006-2007)
- The Fixer – serie TV, episodio 2x06 (2009)
- Sanctuary – serie TV, episodio 4x08 (2011)
- Flashpoint – serie TV, episodio 4x17 (2011)
- Supernatural – serie TV, episodio 8x03 (2012)
- Blink, regia sconosciuta – episodio pilota (2013)
- Continuum – serie TV, 8 episodi (2015-2016)
- Motive – serie TV, episodio 4x05 (2016)
- iZombie – serie TV, 6 episodi (2017)
- A Midsummer's Nightmare, regia di Gary Fleder – film TV (2017)
- X-Files (The X-Files) – serie TV, episodio 11x01 (2018)
- The Good Doctor – serie TV, episodio 1x18 (2018)
- Supergirl – serie TV, 11 episodi (2017-2018, 2020)
- Salvation – serie TV, 7 episodi (2018)
- Debris – serie TV, 7 episodi (2021)

## Doppiatrici italiane
Nelle versioni in italiano delle opere in cui ha recitato, Anjali Jay è stata doppiata da:
- Perla Liberatori in Robin Hood
- Daniela Abbruzzese in Supergirl
- Emanuela D'Amico in X-Files